# Seth Winston
Seth Lance Winston (* 15. August 1950 in Philadelphia, Pennsylvania; † 5. Juni 2015 in Woodland Hills, Kalifornien) war ein US-amerikanischer Drehbuchautor, Regisseur und Filmproduzent, der mit dem Oscar ausgezeichnet wurde.

## Leben
Winston besuchte die University of Southern California, wo er seinen Abschluss als Bachelor of Arts machte. Erste Filmerfahrung sammelte er als Praktikant am Set von Steven Spielbergs Unheimliche Begegnung der dritten Art. 1989 schrieb er das Drehbuch zur Filmkomödie Hände weg von meiner Tochter mit Tony Danza und Catherine Hicks in den Hauptrollen. 1991 war er Produzent, Regisseur und Drehbuchautor des Kurzfilms Session Man, der 1992 als Bester Dokumentar-Kurzfilm den Oscar erhielt.
Winston war Mitglied der Academy of Motion Picture Arts and Sciences und der Writers Guild of America und lehrte als Professor am privaten Columbia College und am American Film Institute in Kalifornien.

## Filmografie (Auswahl)
- 1977: Unheimliche Begegnung der dritten Art (Close Encounters of the Third Kind)
- 1989: Hände weg von meiner Tochter (She's Out of Control)
- 1991: Session Man

## Auszeichnungen
Oscarverleihung 1992
- Bester Dokumentar-Kurzfilm für Session Man